# Magneetroerder

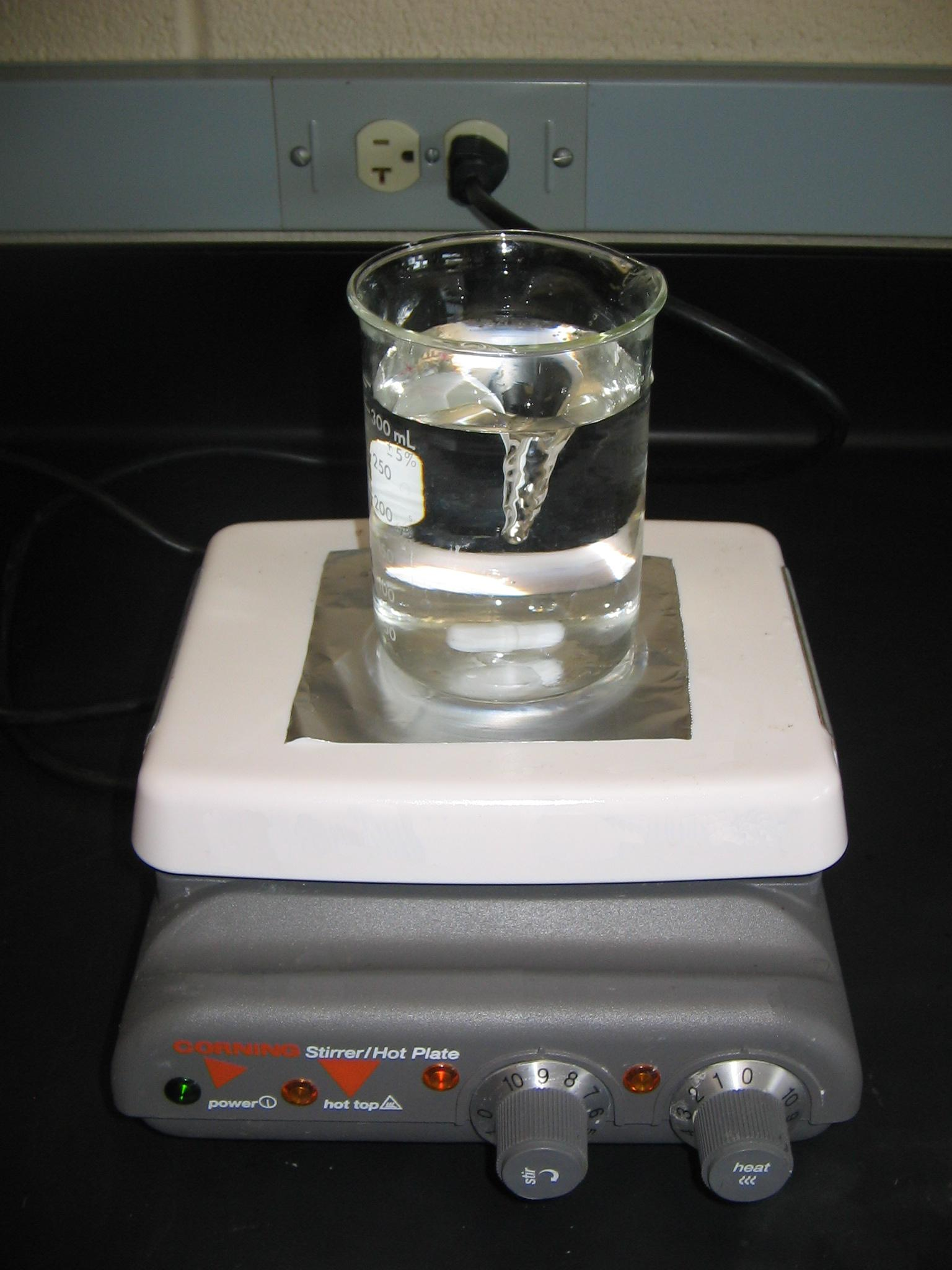
Een magneetroerder in gebruik.

Een magneetroerder is een elektronisch apparaat dat gebruikmaakt van een magnetisch veld om een roervlo in beweging te brengen. Deze roervlo draait snel rond, waardoor een vortex ontstaat. Hierdoor wordt een roerbeweging gegenereerd, die gebruikt wordt bij het bereiden van homogene mengsels.
Het magnetische veld kan worden gecreëerd middels een roterende magneet of via stationaire elektromagneten die inductie veroorzaken. Deze magneten bevinden zich onder een inerte roerplaat, die in sommige gevallen ook verwarmd kan worden. De rotatiesnelheid kan geregeld worden met een draaiknop.
Magneetroerders worden veelvuldig gebruikt in de scheikunde en biologie. Ze worden meestal ingezet als alternatief voor elektrisch aangedreven roerders, omdat ze stiller, efficiënter en betrouwbaarder zijn. Magneetroerders kunnen immers het laboratoriumglaswerk niet beschadigen. Bovendien is de roervlo het enige dat moeten worden schoongemaakt. Anderzijds beperkt de grootte van de roervlo de hoeveelheid mengsel dat geroerd kan worden. Ze kunnen ook niet worden ingezet om viskeuze oplossingen of mengsels te roeren.
De magneetroeder werd uitgevonden door de Amerikaan Arthur Rosinger, die er op 6 juni 1944 een octrooi op nam.